# Bahnhof St Pancras

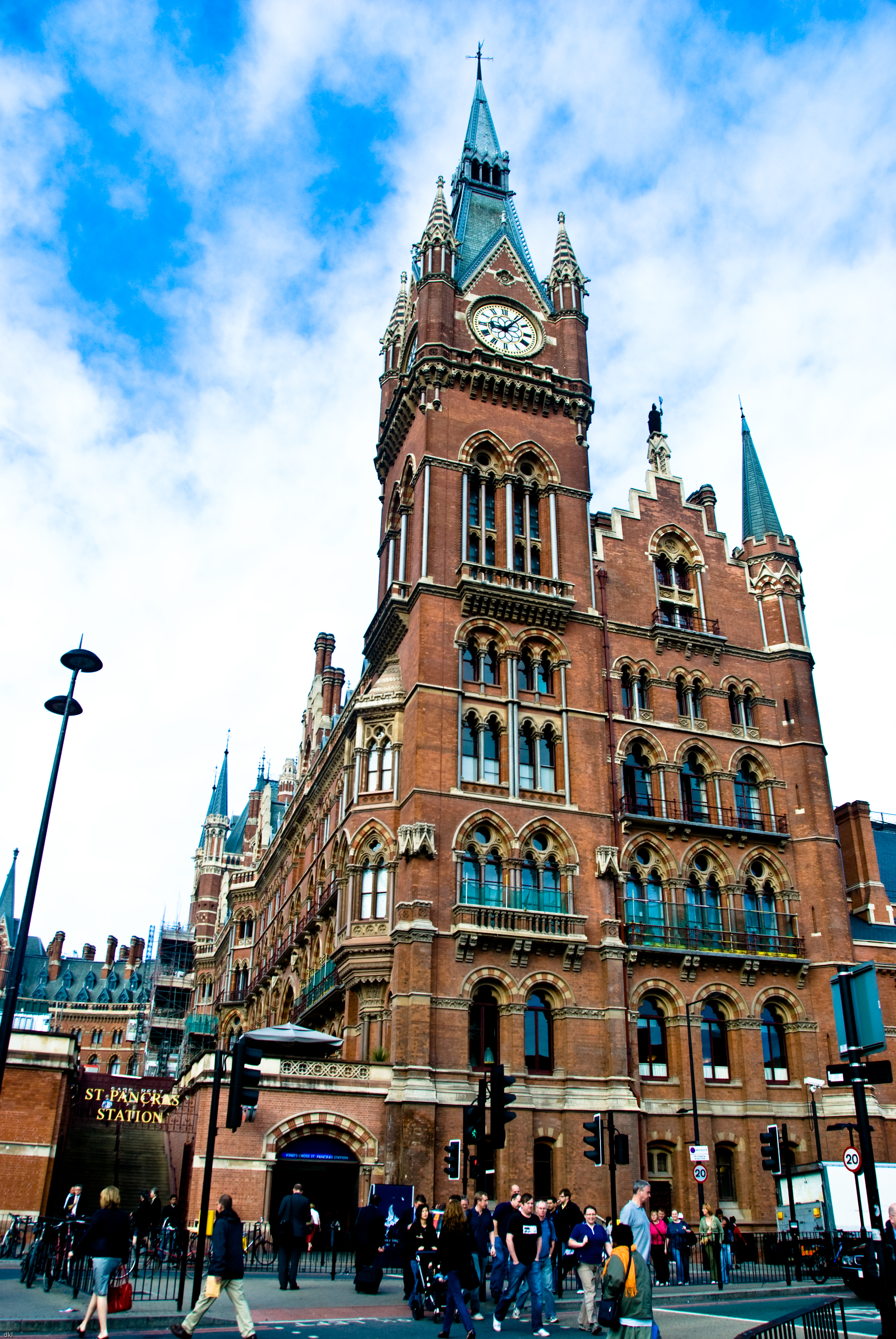
Bahnhof St Pancras mit Uhrenturm

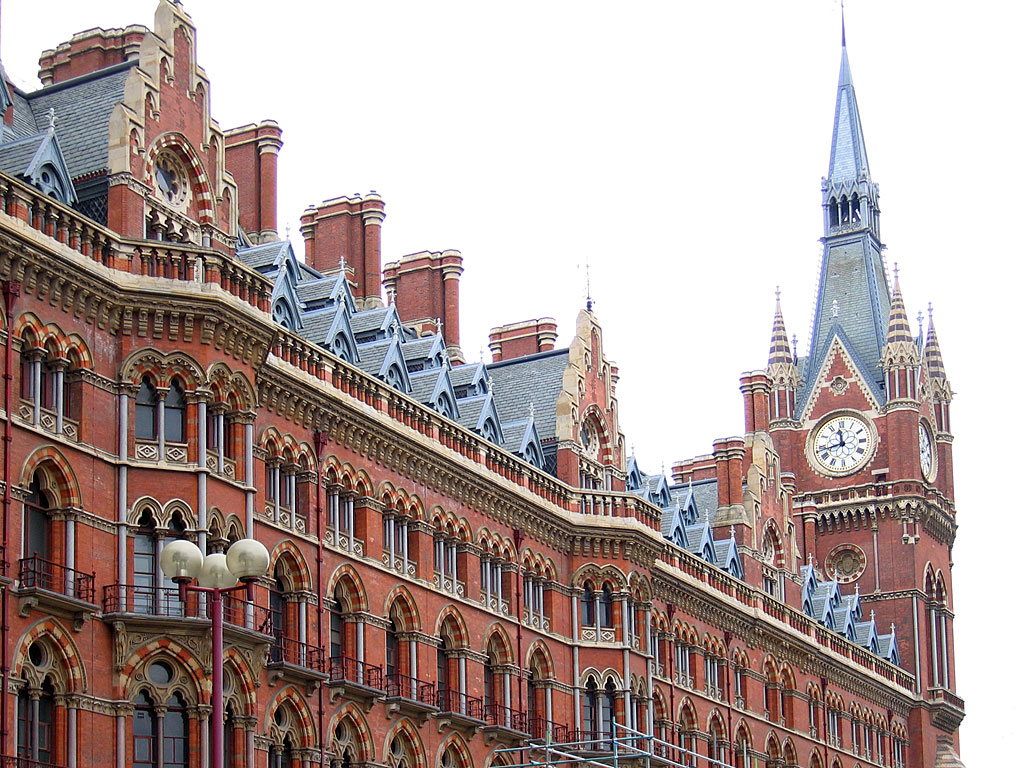
Die neugotische Fassade und der Uhrenturm des früheren Midland Grand Hotels (heute: St Pancras Renaissance London Hotel) sind die herausragendsten Merkmale des Bahnhofs St Pancras

St Pancras ist einer der größten Bahnhöfe in London. Er befindet sich im Stadtbezirk London Borough of Camden zwischen dem Neubau der British Library im Westen und dem Bahnhof King’s Cross im Osten. Im Jahr 2013 nutzten ihn 24,298 Millionen Fahrgäste.
Der Bahnhof liegt in der TfL-Tarifzone 1 und ist Ausgangspunkt der Züge auf der Midland Main Line. Er gilt als architektonisches Meisterwerk des viktorianischen Zeitalters. Die Haupthalle, nach ihrem Erbauer William Henry Barlow auch Barlow Trainshed genannt, war zur Zeit ihrer Errichtung die größte aus einem einzigen Bogen bestehende Halle der Welt. Davor steht das St Pancras Renaissance London Hotel, das frühere Midland Grand Hotel, eines der beeindruckendsten Beispiele der neugotischen Architektur, entworfen von George Gilbert Scott.

## Betrieb
St Pancras ist die Londoner Endstation der Schnellzüge der Gesellschaft East Midlands Railway. Diese verkehren in die East Midlands und nach Yorkshire, inklusive Luton, Bedford, Leicester, Nottingham, Derby und Sheffield. Vereinzelte Züge verkehren auch nach Burton-upon-Trent, Leeds, Barnsley, Scarborough und York.
Die Bahnhofshalle war bis November 2007 wegen umfangreicher Umbauarbeiten geschlossen. Vom 12. April 2004 bis zum 14. Juli 2006 hielten die Züge in einem temporären Bahnhof weiter nördlich. Die Bahnsteige im temporären Bahnhof waren über Aufzüge und Rolltreppen erreichbar. Unter der Haupthalle befindet sich der Zugang zur U-Bahn-Station King’s Cross St. Pancras.
Die Gleise 11 bis 14 sind für die 225 km/h schnellen Regionalzüge nach Kent vorgesehen und während der Olympischen Spiele 2012 auch für den Pendelzug Olympic Javelin zum Bahnhof Stratford International mit dem olympischen Dorf und den Sportstätten.
Die Gleise 5 bis 10 sind Teil der Strecke High Speed 1 (HS1), gehören der Union Railway (North), und werden von National Rail nur verwaltet. Für diese Gleise ist das Zugsicherungssystem KVB erforderlich.
Die Gleise 1 bis 4 dienen als Endstation der Midland Main Line und werden ganz von Network Rail verwaltet. Hier sind Zugsicherung und Signalisierung nach britischen Standards erforderlich.
Die internationalen Bahnsteige mit den Gleisen 5 bis 10 sind 760 Millimeter über Schienenoberkante (SOK) hoch, die für den nationalen Verkehr vorgesehenen Bahnsteige haben die britische Standardhöhe von 915 mm über SOK.
Eine neue Station für die Thameslink-Züge, die teilweise neben und teilweise unter den zu HS1 gehörenden Gleisen liegt, ersetzte am 9. Dezember 2007 den Bahnhof King’s Cross Thameslink. Auch Zugänge zu den Stationen der London Underground wurden neu gestaltet.

## Internationaler Verkehr

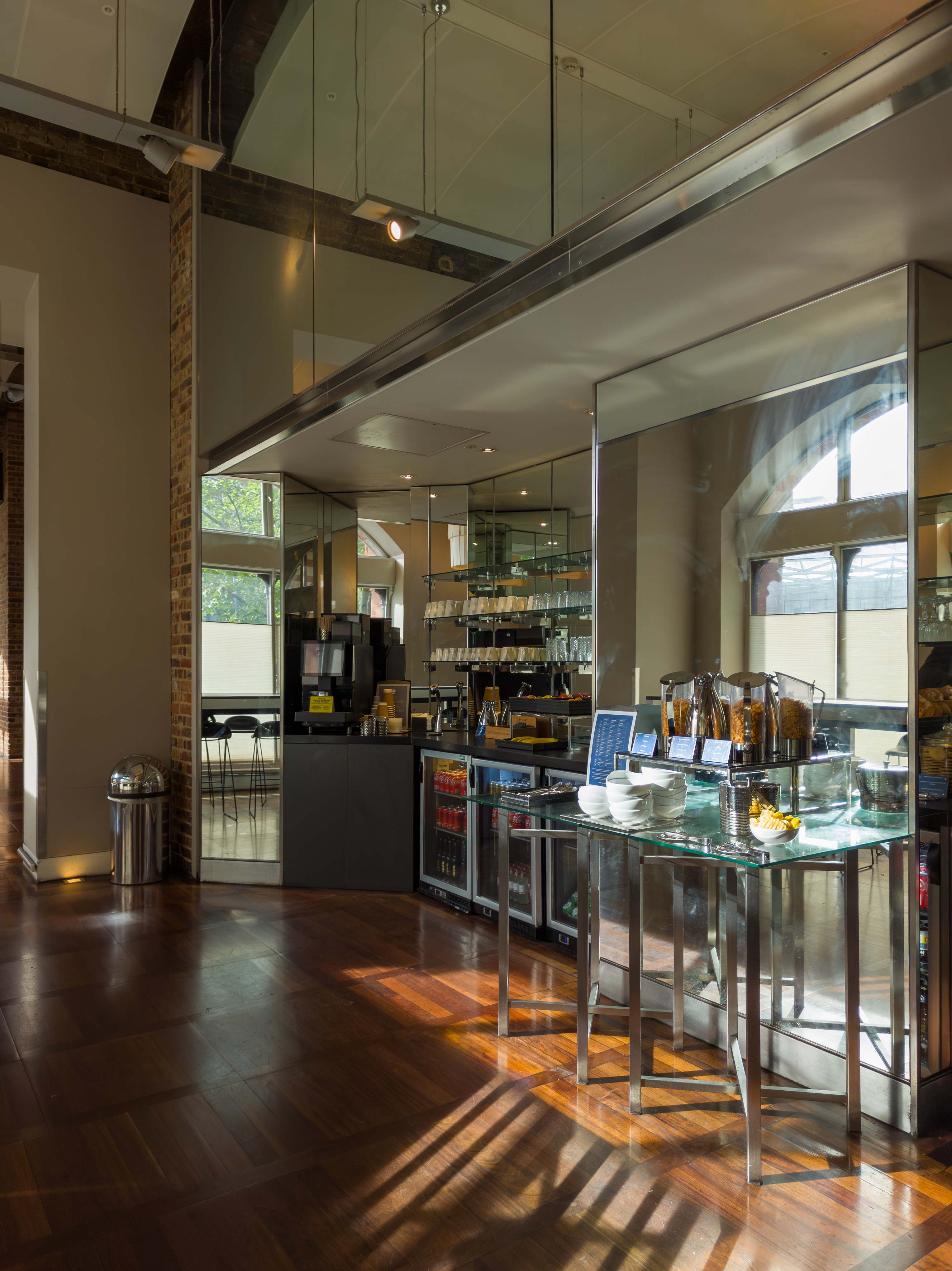
Büffet der Eurostar Premier Lounge

Seit 14. November 2007 ist St Pancras neuer Endpunkt des High Speed 1, auf dem die Eurostar-Züge nach Paris und Brüssel verkehren. Diese nutzen die zentralen Gleise 5 bis 10 in der Haupthalle. Da für den Eurostar besondere Sicherheitsvorkehrungen gelten, ist es notwendig, dass die Passagiere vor dem Besteigen des Zuges mit ihrem Ticket einchecken und eine Personen- und Gepäckkontrolle durchlaufen, ähnlich wie an einem Flughafen. Der hierfür vorgesehene Check-in-Bereich wurde unterhalb der Bahnsteige eingerichtet, die sechs Meter über dem Straßenniveau liegen. Ursprünglich wurde das Gewölbe zur Lagerung von Bierfässern genutzt, die von Burton-upon-Trent hierher transportiert worden waren. Die vom Eurostar genutzten Gleise sind durch Glaswände vom Rest des Bahnhofs abgetrennt und nur mit Rolltreppen und Aufzügen aus dem Check-in-Bereich erreichbar.
Am 19. Oktober 2010 fuhr erstmals ein Intercity-Express in den Bahnhof ein, nachdem er den Eurotunnel durchquert hatte. Am 14. Juni 2013 erteilte die Groupe Eurotunnel S.A. der Deutschen Bahn die Genehmigung für die Durchfahrt im Rahmen eines Testprogrammes. Es war geplant, ICE-Verbindungen zwischen London und Köln, Frankfurt und auch Amsterdam anzubieten, was jedoch zurückgestellt wurde. Stattdessen sollten für diese Relationen längerfristig die neuen Eurostar-Triebzüge zum Einsatz kommen. Dazu hätte man vorgezogene Grenzkontrollen an den belgischen, deutschen sowie niederländischen Bahnhöfen einrichten müssen. Aktuell ist in Brüssel-Süd das Umsteigen vom ICE International in den Eurostar nach St Pancras notwendig.

## Geschichte
Der Bau des Bahnhofs geht auf die Initiative der Midland Railway zurück. Vor den 1860er-Jahren besaß diese Gesellschaft zahlreiche Strecken in den Midlands und nördlich von London, jedoch keine eigene Strecke in die Hauptstadt. Seit 1840 verkehrten die Midland-Züge zwischen einer Verzweigung bei Rugby und London auf der Strecke der London and North Western Railway. Mit dem stetigen Wachstum des Verkehrsaufkommens war diese Strecke bald überlastet und Verspätungen waren an der Tagesordnung.
Um 1845, gegen Ende der Ära des „Eisenbahnfiebers“ (railway mania), plante man eine neue Eisenbahnstrecke nach London. 1846 genehmigte das Parlament die Strecke der Great Northern Railway und 1847 jene der Midland Railway von Leicester nach Hitchin. Während die erstgenannte Strecke gebaut wurde, musste die Midland-Strecke wegen finanzieller Schwierigkeiten zurückgestellt werden. Unternehmen in Leicestershire, Northamptonshire und Bedfordshire übten Druck aus, um die Strecke doch noch zu bauen, allen voran William Whitbread, dem 12 Prozent der betroffenen Grundstücke gehörten. 1853 genehmigte das Parlament den überarbeiteten Plan und Mitte 1857 konnte die Strecke eröffnet werden. Die Midland Railway sicherte sich für die nächsten sieben Jahre die Betriebsrechte. Die Gesellschaft verfügte nun über je eine Strecke zu den Bahnhöfen Euston und King’s Cross.
Mitte 1862 führte die beschränkte Kapazität der Zufahrtslinien zu Auseinandersetzungen zwischen der Midland Railway und der Great Northern Railway. Die Midland Railway nahm dies zum Anlass, eine eigene Zufahrtslinie zu bauen. Die Vermessungsarbeiten für die 80 Kilometer lange Strecke zwischen Bedford und London begannen im Oktober 1862. Allerdings hatte die Gesellschaft bereits 1861 damit begonnen, auf dem Gebiet der damals selbständigen Gemeinde St Pancras Grundstücke zu erwerben.
St Pancras war damals eine wenig anziehende Gegend mit Slums, einem Gaswerk, dem Regent’s Canal und einer alten Kirche mit Friedhof. Die Midland Railway wählte als Standort für den Kopfbahnhof ein Grundstück unmittelbar westlich des Bahnhofs King’s Cross. Die Grundbesitzer räumten das Gelände für 19.500 £ und vertrieben für weitere 200 £ die Hausbewohner, die keine Entschädigung erhielten. Die Kirche wurde abgetragen und 1867 Stück für Stück in Wanstead wiederaufgebaut. 1868/69 entstand für die Kirchgemeinde St Pancras 12.000 £ teurer Neubau in Kentish Town.
Die Planungen für den Bahnhof nahmen einige Zeit in Anspruch. Das leicht abfallende Gelände erschwerte den Bau etwas und die Direktoren der Midland Railway wollten mit dem neuen Gebäude einen bleibenden Eindruck bei den Londonern hinterlassen. Chefingenieur William Henry Barlow entwarf die Bahnhofshalle mit einem einzigen 74 Meter breiten Bogen, damals weltweit das größte Bauwerk dieser Art. Der Entwurf folgte rein ökonomischen Prinzipien, der vorhandene Raum sollte so gut wie möglich genutzt werden, ohne störende Bauelemente dazwischen. Vor der Halle war Platz für die Vorderfront mit Hotel vorgesehen, der Plan wurde schließlich Anfang 1865 genehmigt.
Für die Gestaltung der zusätzlichen Gebäude und des Hotels wurde ein Architekturwettbewerb veranstaltet. Elf Architekten reichten im August 1865 ihre Entwürfe ein. Im Januar 1866 fiel die Wahl auf ein Ziegelsteingebäude im neugotischen Stil, entworfen durch den prominenten Architekten George Gilbert Scott. Scotts Entwurf war der mit Abstand teuerste, die Baukosten betrugen 315.000 £. Doch dies war durchaus im Interesse der Midland-Railway-Direktoren, da sie mit diesem prachtvollen Gebäude alle anderen Hauptbahnhöfe übertreffen konnten. Das Dach wurde gesondert ausgeschrieben und kostete 117.000 £.
Die Bauarbeiten begannen bereits im Herbst des Jahres 1864, zunächst mit dem Bau einer temporären Brücke über den Kanal und der Räumung der Wohnsiedlungen. Die Grundsteinlegung des Bahnhofs erfolgte im Juli 1866. Am 1. Oktober 1868 konnte der Bahnhof eingeweiht werden, auch wenn er noch nicht ganz fertiggestellt war. Der erste Schnellzug nach Manchester fuhr ohne Halt bis Leicester. Dies war damals die längste Zugfahrt der Welt ohne Zwischenhalt (156 km).
Das Midland Grand Hotel wurde erst am 5. Mai 1873 eröffnet. Die Gesamtkosten für den gesamten Bahnhof betrugen schließlich 438.000 £. Das Hotel wurde 1935 geschlossen und danach bis Mitte der 1980er-Jahre als Bürogebäude genutzt. Danach diente es mehrmals als Schauplatz für Film- und Fernsehaufnahmen, unter anderem Batman Begins und das erste Video der Spice Girls.
In den 1960er-Jahren galt St. Pancras als überflüssig, und es wurden mehrere Versuche unternommen, ihn zu schließen und das Hotel (damals unter dem Namen St. Pancras Chambers bekannt) abzureißen. Diese Versuche riefen starken und erfolgreichen Widerstand hervor.
1988 wurde der Snow-Hill-Tunnel wiedereröffnet, der Teil einer wichtigen Nord-Süd-Verbindung durch das Londoner Zentrum wurde. Die Verbindung wird von Thameslink, einem neu geschaffenen Nahverkehrssystem, genutzt. Die Thameslink-Züge ersetzten bestehende Nahverkehrszüge und unterquerten St Pancras ohne Halt über die Widened Lines, sodass der Bahnhof nur noch von wenigen Zügen bedient wurde, die auf der Midland Main Line nach Leicester, Nottingham und Sheffield verkehrten, zusammen mit einigen Vorortzügen nach Bedford und Luton. Diese machten nur wenige Züge pro Stunde aus und lasteten den Bahnhof nur gering aus. Seit 2007 bedient Thameslink den Bahnhof, die Züge halten jedoch nicht in der Haupthalle, sondern in einem unterirdischen Durchgangsbahnhof.
Der ursprüngliche Plan für den High Speed 1 sah einen Tunnel vom Südosten Londons zu einer unterirdischen Endstation in der Nähe von King’s Cross vor. Eine späte Planänderung, die hauptsächlich auf den Wunsch des damaligen Umweltministers Michael Heseltine nach einer Stadterneuerung im Osten Londons zurückzuführen ist, führte jedoch zu einer Änderung der Streckenführung, wobei die neue Strecke von Osten her an London herangeführt wurde. Von dort sollte die North London Line genutzt werden, die unmittelbar nördlich am Bahnhof vorbeiführt. Somit sollte doch St Pancras neue Endstation werden.
Die Idee, die North London Line zu nutzen, wurde 1994 vom Verkehrsminister John MacGregor als „schwierig zu konstruieren und umweltschädlich“ abgelehnt. Die Idee, den Bahnhof St. Pancras als Endbahnhof zu benutzen, wurde jedoch beibehalten, wenn auch nun durch 20 km neue Tunnel über Stratford mit Dagenham verbunden.
Die London and Continental Railways (LCR), gegründet zur Zeit der Privatisierung von British Rail, wurde 1996 von der Regierung ausgewählt, um St. Pancras wieder aufzubauen, HS1 zu bauen und den britischen Anteil am Eurostar-Betrieb zu übernehmen. Die LCR war seit der Privatisierung Eigentümerin des Bahnhofs St. Pancras, um die Sanierung des Bahnhofs zu ermöglichen.
Für das später leer stehende Gebäude wurde 2005 eine entsprechende Planungsgenehmigung erteilt. Im Mai 2011 eröffnete die Marriott-Gruppe schließlich das Hotel wieder unter dem Namen St. Pancras Renaissance Hotel.

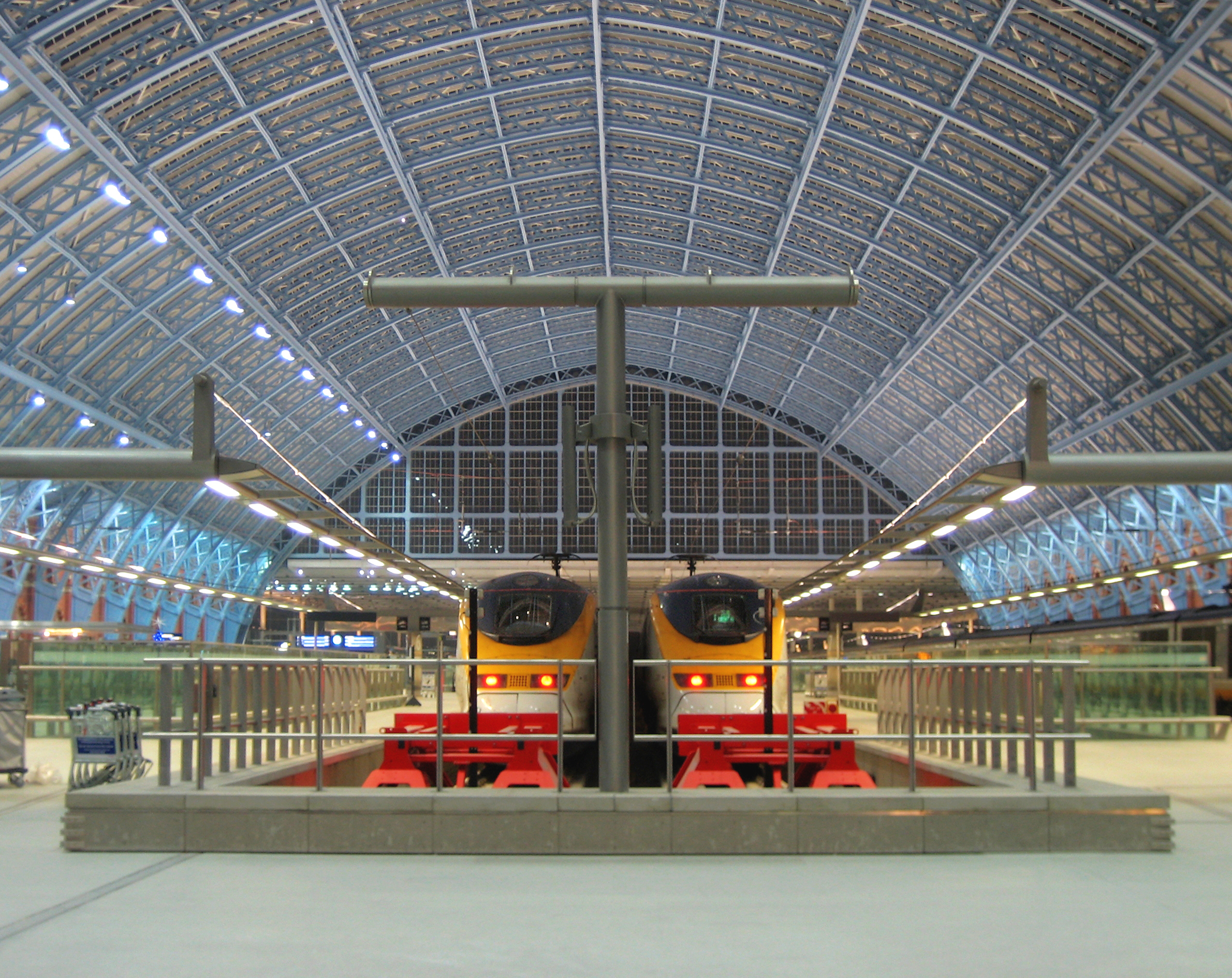
Haupthalle (2008)
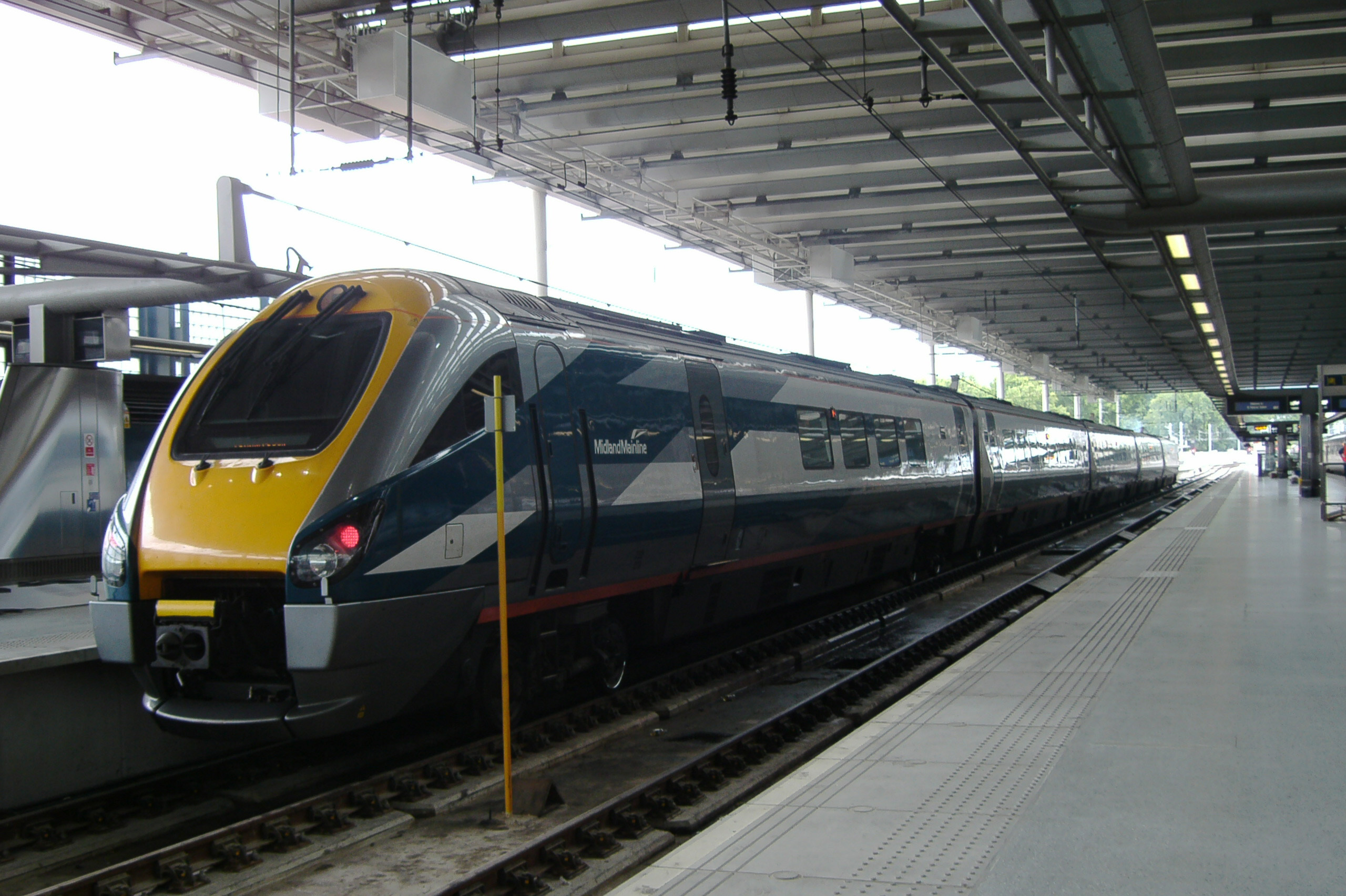
Zug der Midland Mainline in St. Pancras Station (Juni 2007)
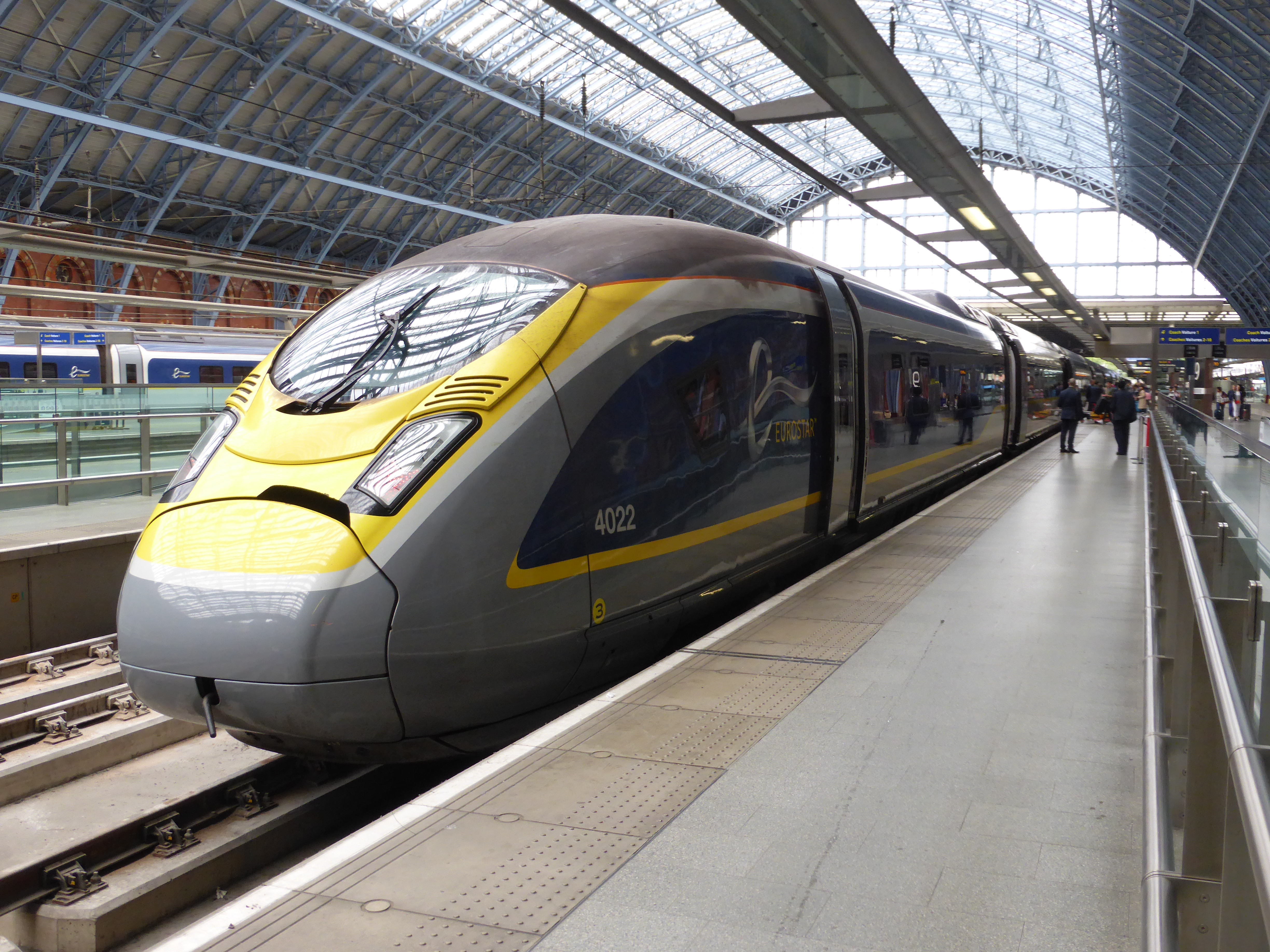
Eurostar (2019)
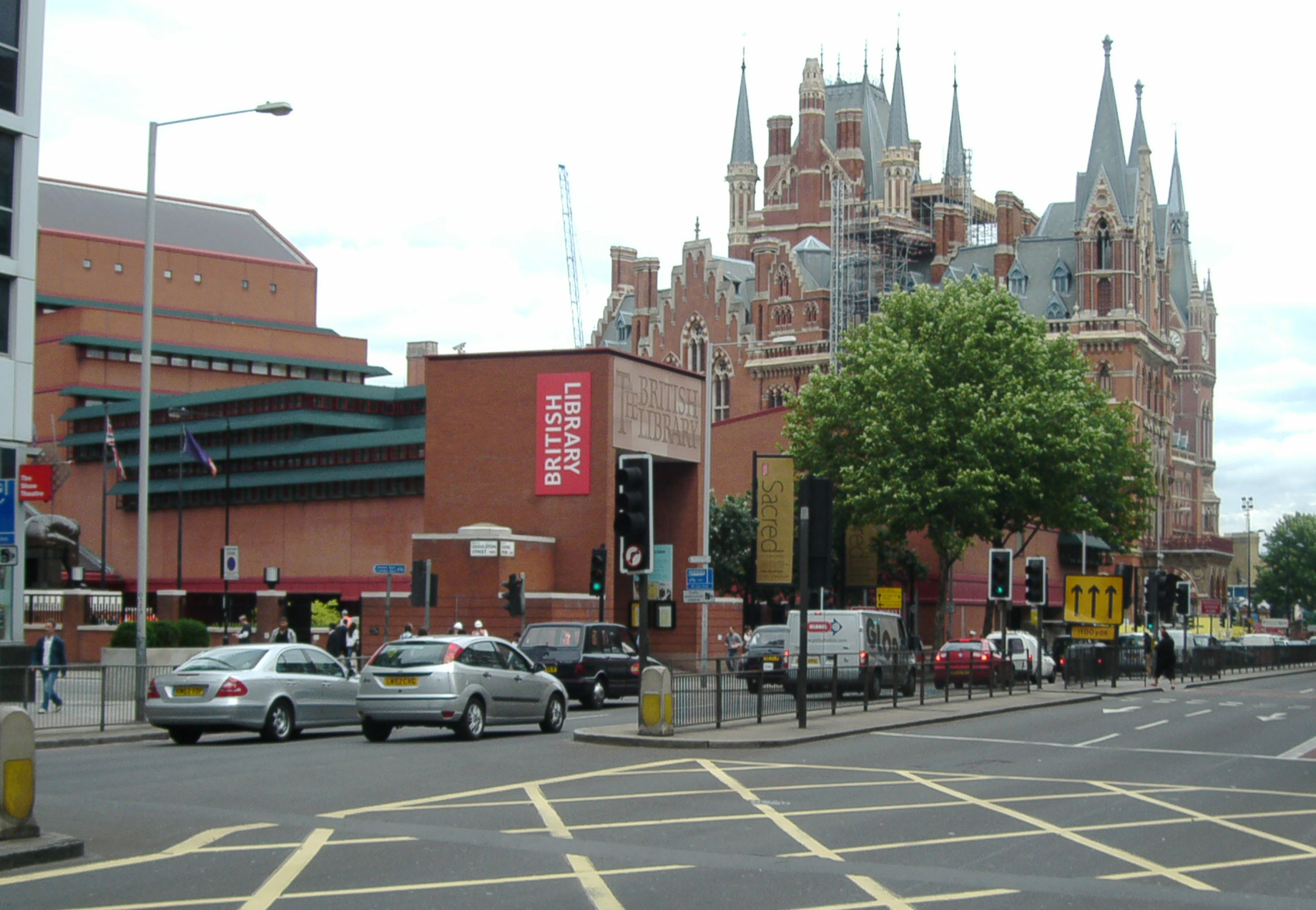
British Library und St Pancras Station (Südwestansicht)

## Verschiedenes
- Die Bahnhofszenen in den Harry-Potter-Filmen wurden teilweise im Bahnhof St Pancras gedreht.
- In Douglas Adams’ Roman Der lange dunkle Fünfuhrtee der Seele ist der Bahnhof das „irdische“ Gegenstück Walhalls.
- 2007 wurde im Bahnhof die Skulptur The Meeting Place des Bildhauers Paul Day eröffnet.[4]
- Im Kontext mit dem Umbau des Bahnhofes musste die Giebelwand des angrenzenden denkmalgeschützten German Gymnasium abgebaut und nach einer Verkürzung des Gebäudes wieder aufgebaut werden.

## Film
- Bahnhofskathedralen – Europas Reise-Paläste. London. (OT: Gares d’Europe, les temples du voyage. Londres.) Dokumentarfilm, Frankreich, 2018, 43:05 Min., Buch und Regie: Jeremy J. P. Fekete, Produktion: Yuzu Productions, arte France, ServusTV, Reihe: Bahnhofskathedralen – Europas Reise-Paläste (OT: Gares d’Europe, les temples du voyage), Erstsendung: 24. Oktober 2018 bei arte, Inhaltsangabe von ARD.